# Antoine Hermant
Antoine Hermant (Ukkel, 6 april 1979) is een Belgisch marxistisch politicus voor de PVDA (PTB).

## Levensloop
Na zijn middelbare studies aan het Atheneum Jules Bordet in Zinnik, behaalde Antoine Hermant in 2003 zijn diploma als industrieel ingenieur, optie mechanica en luchtvaart aan het hoger industrieel instituut ISIB in Brussel. Na zijn studies werkte hij van 2004 tot 2012 bij de NMBS, als treinbegeleider in de streek van Charleroi. Hij was er tevens vakbondsafgevaardigde voor de socialistische vakbond FGTB. Na zijn vertrek bij de NMBS was Hermant van 2012 tot 2015 administratief bediende bij Geneeskunde voor het Volk in La Louvière en van 2017 tot 2019 leraar aan het Institute Sainte-Marie in Châtelineau. 
Antoine Hermant werd politiek actief voor de PTB en zetelt voor deze partij sinds december 2012 in de gemeenteraad van La Louvière.
Bij de Waalse verkiezingen van mei 2019 werd Hermant verkozen voor het nieuwe arrondissement Zinnik-La Louvière en nam hij zitting in het Waals Parlement en het Parlement van de Franse Gemeenschap. Ook werd hij als deelstaatsenator afgevaardigd naar de Senaat, waar hij van 2019 tot 2024 fractievoorzitter voor zijn partij was. In het Waals Parlement was hij van 2019 tot 2024 voorzitter van de commissie Energie, Klimaat en Mobiliteit en lid van de commissie Begroting en Sportinfrastructuren. Hij ijverde voor maatregelen om de hoge energieprijzen voor de consument te verlichten door een beperking van de indexatie bij huurwoningen, een gedeeltelijke betaling van de energiefactuur door de overheid en de Waalse elektriciteitsmarkt te hervormen. Ook pleitte hij voor de afschaffing van steunmaatregelen aan bedrijven ter compensatie van de uitstootrechten van broeikasgassen die moesten worden betaald en een verhoging van de belasting op het lozen van vervuild afvalwater van bedrijven.
Hermant was bij de Waalse verkiezingen van juni 2024 tweede opvolger op de lijst en verdween bijgevolg uit het parlement.